# یوزف فون فراون‌هوفر
یوزف فون فراون‌هوفر (به آلمانی: Joseph von Fraunhofer) عینک‌ساز آلمانی قرن نوزدهم بود. او نخستین‌بار خطوط تیره‌ای را در طیف خورشید مشاهده کرد که به نام خودش به خطوط فراون‌هوفر مشهور شدند.
شهرت وی در عینک‌سازی و نورشناسی است.